# Witkopmot
De witkopmot (Endrosis sarcitrella) is een vlinder uit de familie van de sikkelmotten (Oecophoridae).

## Kenmerken
De spanwijdte van de vlinder bedraagt tussen de 12 en 20 millimeter en de totale lengte ligt tussen de 14 en 20 millimeter. De vleugels zijn lichtbruin met donkerbruine tot zwarte tekening. Opvallend is de witte kop en borst met aangrenzend de witte "schouders".
Als hij verstoord wordt loopt hij weg in plaats van op te vliegen.

## Rups
De rups van de witkopmot leeft van droog plantaardig materiaal, zoals dood hout, papier, paddenstoelen, dode insecten, inhoud van vogelnesten et cetera.

## Voorkomen
De witkopmot komt in een groot deel van de wereld voor, vaak geïntroduceerd. In België en Nederland is de witkopmot een algemene soort, die vaak ook binnenshuis is te vinden. De soort vliegt vanaf mei tot oktober.
Ook kan deze mot gevonden worden in vogelnesten.